# Lowell (Massachusetts)
Lowell é uma cidade do condado norte-americano de Middlesex em Massachusetts, Estados Unidos.
É a cidade natal de Bette Davis uma das maiores estrelas do cinema estadunidense, de Jack Kerouac o maior poeta do movimento literário geração beat. e do Major Charles W. Sweeney, o comandante do segundo ataque atômico da história, sobre a  cidade japonesa de Nagasaki.

## Geografia
De acordo com o United States Census Bureau, a cidade tem uma área de 37,6 km², onde 35,2 km² estão cobertos por terra e 2,4 km² por água.

## Demografia
Segundo o censo nacional de 2010, a sua população é de 106 519 habitantes e sua densidade populacional é de 3 028,51 hab/km². É a quarta cidade mais populosa de Massachusetts. Possui 41 431 residências, que resulta em uma densidade de 1 177,95 residências/km².

## Educação
As Escolas Públicas de Lowell gerenciam as escolas públicas.

## Galeria de imagens

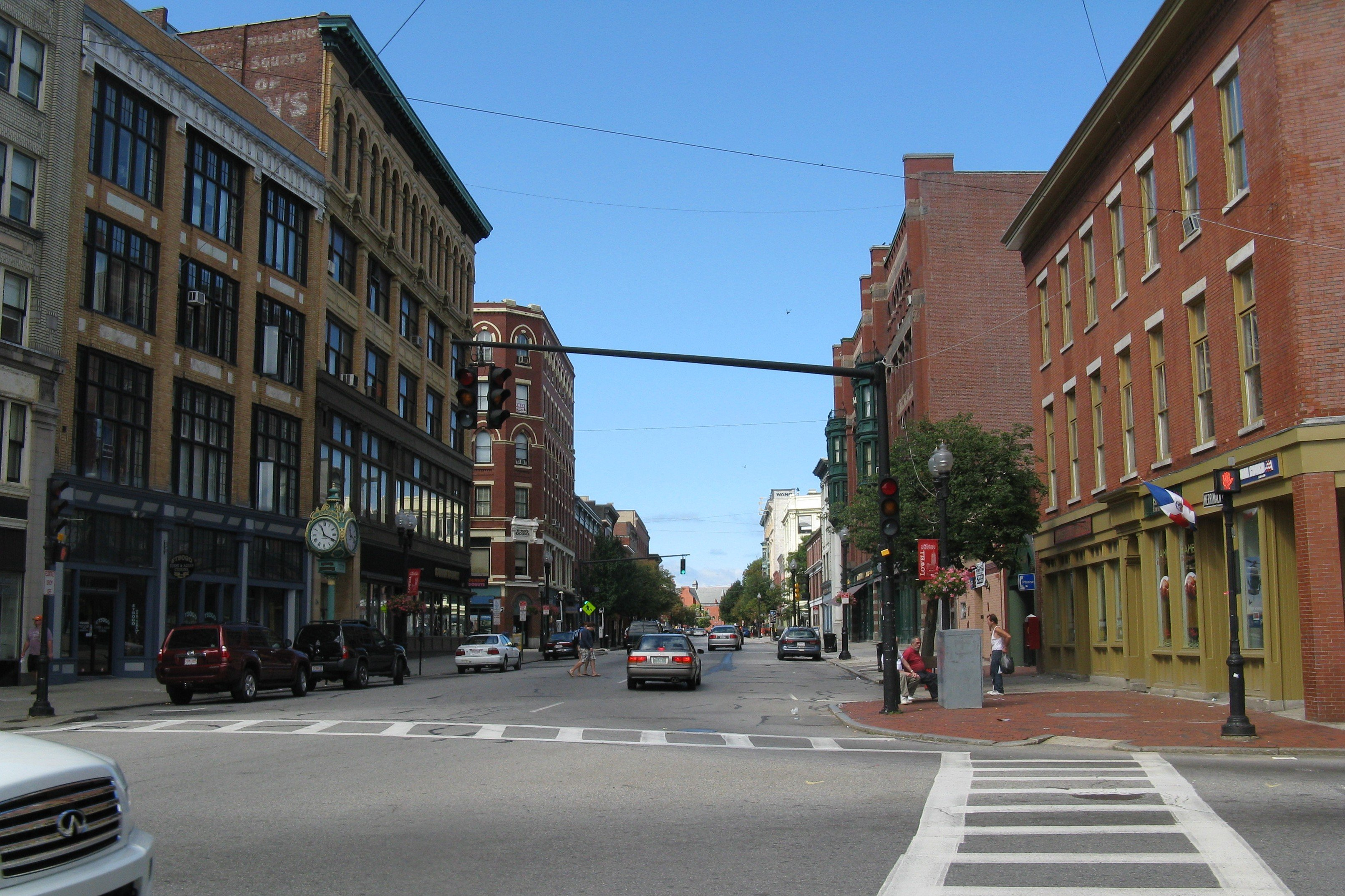